# Esuviusok
Az esuviusok közelebbről nem ismert ókori gall néptörzs Gallia északnyugati részén. Az egyetlen ismert korabeli említésük Iulius Caesar „De bello Gallico” című munkájában található.